# Boris Sandjo
Boris Sandjo (sinh ngày 22 tháng 5 năm 1990) là một cầu thủ bóng đá người Cộng hòa Trung Phi, thi đấu cho Derbaki Football Center 8.

## Sự nghiệp thi đấu
Sandjo thi đấu ở vị trí tiền đạo.

### Birkirkara
Vào mùa hè năm 2007 anh gia nhập Birkirkara. Chỉ 6 phút trong trận ra mắt trước Hibernians, anh đã dính chấn thương nặng và không thể thi đấu hết phần còn lại của mùa giải. Vì vậy, anh bị giải phóng và câu lạc bộ ký hợp đồng với cầu thủ nước ngoài thứ ba, đồng đội Cộng hòa Trung Phi Marcelin Tamboulas.
| Mùa giải  | Đội bóng                                                          | Trận đấu | Bàn thắng |
| 1999–2002 | School of football of Cộng hòa Trung Phi                          | --       | --        |
| 2002–2004 | AS TEMPÊTE MOCAF of Bangui (1st Division of Central African rep.) | --       | --        |
| 2004–2005 | Sogéa FC (Gabon)                                                  | 18       | 16        |
| 2005–2007 | DFC8 of Bangui (1st division Central African rep.)                | 10       | 16        |
| 2007–2008 | Birkirkara                                                        | 1        | 0         |

## Sự nghiệp quốc tế
Anh đã ra sân 11 lần và ghi 6 bàn cho đội tuyển quốc gia.